# Русский Харбин

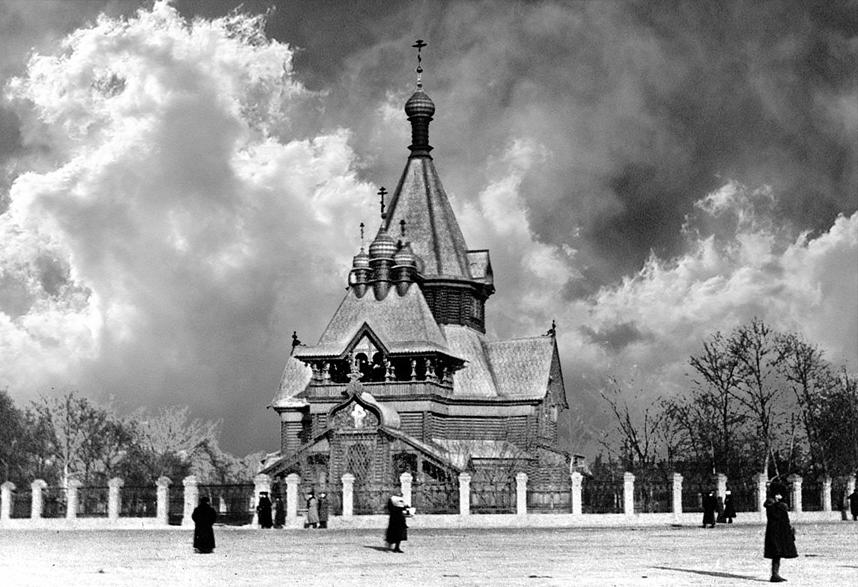
Никольский собор Русской православной церкви в Харбине в 1925 году, разрушенный во время Культурной Революции

Термины «харби́нские ру́сские» и «ру́сские харби́нцы» обозначают несколько поколений русских, живших в Харбине, основном узловом городе Китайско-Восточной железной дороги, примерно с 1898 по 1960-е годы.
В СССР термины КВЖДист и харбинец относились ко всем людям, имевшим отношение к КВЖД, независимо от того, жили они в Харбине или нет.
Как писал архиепископ Нафанаил (Львов): «Харбин был исключительным явлением в то время. Построенный русскими на китайской территории, он оставался типичным русским провинциальным городом в течение ещё 25 лет после революции. В Харбине было 26 православных церквей, из них 22 настоящих храма, целая сеть средне-учебных школ и 6 высших учебных заведений. Милостью Божией Харбин на четверть века продолжил нормальную дореволюционную русскую жизнь». С 1940-х по 1960-е годы происходил массовый отъезд русского населения из Северной Маньчжурии, вследствие чего русских в Харбине почти не осталось. Несмотря на последствия Культурной революции, в Харбине до сих пор сохраняется большое число зданий, связанных с русским присутствием в первой половине XX века.
Начиная с 1990-х годов в Харбин вновь стали приезжать люди из России и бывшего СССР, которые уже не имели никакого отношения к первой волне эмиграции или к КВЖД. В настоящее время действует общественная организация «Русский клуб в Харбине». На 2015 год численность русской диаспоры в Харбине составляла около трёх тысяч человек.

## История
Посад, позднее город, Харбин был основан русскими в 1898 году как железнодорожная станция Трансманчжурской магистрали. Одним из основателей города был Свиягин Николай Сергеевич (1856—1924), руководивший строительством КВЖД (после революции умер и похоронен в Харбине).

### Заселение

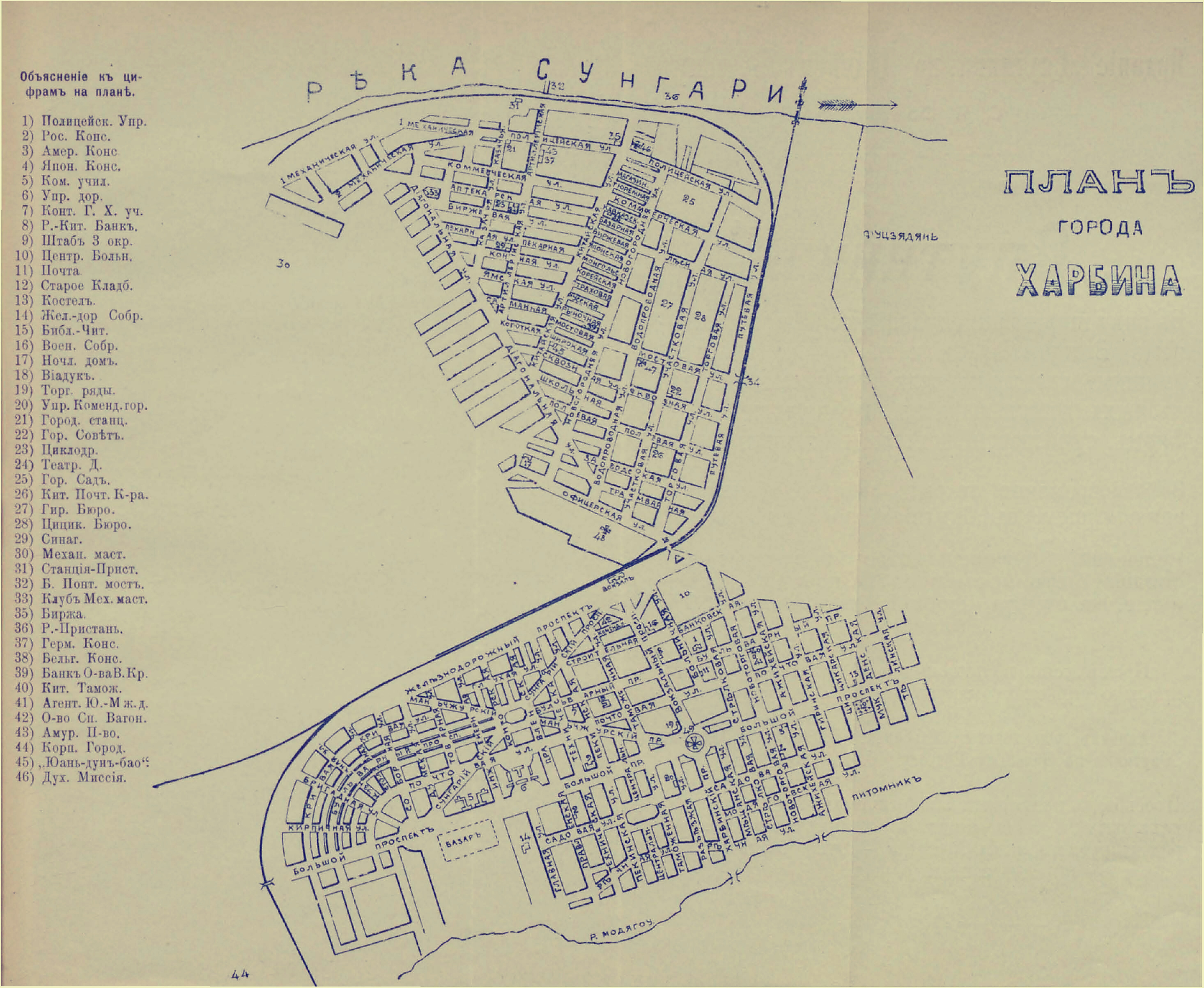
План города Харбина, 1911 год.

Первые харбинские русские были в основном строителями и служащими КВЖД и переехали в Харбин для работы на железной дороге. Харбин (станция Сунгари-первая) фактически построили первые поселенцы, которые возвели дома, а мебель и личные вещи привезли из России. В 1899 году Харбине насчитывалось около 14 тыс. выходцев из Российской империи. Строились церкви и школы, в 1903 году стала регулярно выходить газета «Харбинский вестник».
После Русско-японской войны многие русские покинули Маньчжурию, но многие из тех, кто прожил в Харбине долгое время, решили остаться. В 1907 году было введено выборное городское самоуправление. К 1913 году Харбин был фактически русской колонией для строительства и ремонта КВЖД. Население города составляло 68 549 человек, в основном русских и китайцев. Перепись фиксирует наличие граждан 53 разных стран. Кроме русского и китайского, здесь были распространены ещё 45 языков. Только 11,5 % всех жителей родились в Харбине. К 1914 году русское население Харбина составляло 43 500 чел. (64,5 % общего числа жителей). Если в 1903 году китайское население в городе преобладало, то к 1914 г. оно, не уменьшившись по абсолютным цифрам (примерно 28 тыс.), составляло лишь 34,5 % общего числа жителей.

### После революции
После получения известий о свержении монархии, охваченное революционным брожением русское население Харбина, сформировало Советы, для замены ими прежних органов управления. В начале сентября 1917 года большевик М. Н. Рютин был избран председателем объединённого Харбинского Совета рабочих и солдатских депутатов. 26 октября 1917 года в Харбин пришли известия об Октябрьской революции, и в городе прошла массовая демонстрация с призывом «Вся власть Советам!». Советское правительство назначило Комиссаром полосы отчуждения КВЖД А. Н. Луцкого, члена Харбинского Совета с ноября 1917 года. Но в декабре 1917 года по просьбе управляющего КВЖД Д. Л. Хорвата в Харбин вступили китайские войска и разгромили Харбинский совет.
В результате революции и гражданской войны около 100—200 тысяч белоэмигрантов осели в Харбине. Это были солдаты и офицеры, участвовавшие в Белом движении, члены и служащие правительств Сибири и Дальнего Востока, интеллигенция и самые обычные люди. Русское население Харбина было самым большим за пределами России.

Китайский план города Харбина, 1919 год

8 сентября 1920 года Китайская Республика заявила, что более не признаёт консульства России в Китае, а 23 сентября прервала все связи с представителями Российской империи и отказалось признавать экстерриториальные права её граждан. Тем самым в одночасье русские в Китае оказались лицами без гражданства. После этого китайское правительство установило контроль над государственными учреждениями в Харбине, как то суды, полиция, тюрьма, почта, а также исследовательскими и образовательными заведениями.

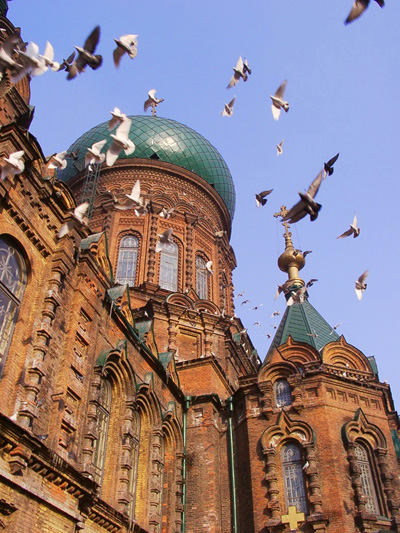
Русская православная церковь св. Софии, 1907, Харбин

В 1924 году в Пекине было подписано соглашение между Китаем и СССР, устанавливающее правовой статус КВЖД. В частности, оно разрешало работать на КВЖД только советским и китайским гражданам. Тем самым большинство харбинцев, чтобы не потерять работу, должны были принять советское гражданство, что ассоциировалось с определённой политической идентичностью. Многие харбинские русские так и поступили по патриотическим соображениям. Другие остались апатридами и потеряли работу на КВЖД. Постепенно вопрос о гражданстве и политической идентичности расколол русское население Харбина на два лагеря. Это привело к сильному советскому присутствию в Харбине.
К 1930 году в Маньчжурии было уже более 80 православных церквей, в самом Харбине их было 26, в том числе:
- Харбинский Кафедральный собор во имя св. Николая Чудотворца (Хорватский проспект и угол Большого проспекта)
- Николаевская церковь в Старом Харбине (Офицерская ул.)
- Алексеевская церковь в Мядогоу
- Покровская, Кладбищенская Успенская (Большой проспект, Новое кладбище),
- Петропавловская церковь в Новом городе (Садовая) и женский монастырь
- Софийская церковь на Пристани (Водопроводная, 32),
- Иверская церковь (Офицерская, 38, угол Диагональной)
- Ильинская церковь Механических мастерских (Большой проспект (Зеленый базар), пассаж Касаткина), 2-й Диагональной ул., 4)
- Благовещенская церковь Пекинской Духовной Миссии (ул. Полицейская, 2);
- Старообрядческая Петропавловская (4-я ул., 10) в Корпусном городке
- Преображенская (Владивостокская, уг. Айгуньской);
- Алексеевская церковь в Модягоу при Харбинских коммерческих училищах (уг. Церковной и ул. Черногорской, 13)
- Владимирская церковь в Модягоу
- Борисовская церковь в Остроумовском городке
- Иверская церковь в Госпитальном (ул. Корпусная, 2)
- Дмитриевская церковь, бывшая при Хорватской Гимназии (Ажихейская ул.,7)
- Ивано-Богословская в Славянском (д. Иверское братство)
- Петропавловская церковь в Нахаловке (Варшавское шоссе, 16);
- Иоанно-Предтеченская церковь в Московских казармах (д. 28);
- Украинская Покровская церковь (Новоторговая, 28);
- Николаевская церковь в Затоне;
- Казанско-Богородицкий мужской монастырь (Румынская-Печерская ул., уг. Ипподрома);
- Женский монастырь (Ажихейская, 7).

В целом в Харбине было 15 средних учебных заведений и 6 высших школ, действовали Высшие пастырско-богословские курсы, позднее преобразованные в Богословский факультет, 25 специальных технических и ремесленных школ, братства, скаутские и другие молодежные союзы, которые помогали организовать жизнь русских. В русских школах и высших учебных заведениях училось 16 тысяч учеников. Общественных русских организаций в Харбине было около 140, в их числе самая массовая организация русской эмиграции Российская фашистская партия.
В 1938 году Харбин стал единственным местом в мире, где всем городом отметили 950-летие крещения Руси.
В 1924—1962 годы в Харбине действовало Генеральное консульство СССР. В период существования Маньчжоу-го генеральным консулом СССР вплоть до 1937 года был Михаил Славуцкий.
В 1925—1938 годы издавался журнал «Известия юридического факультета в Харбине», в котором зарубежные авторы высказывали собственные взгляды на международное право.

### Маньчжоу-го
В 1930-е годы Япония оккупировала Маньчжурию и создала марионеточное государство Маньчжоу-го. В 1935 году СССР продал свою долю КВЖД этому государству. Весной и летом 1935 года около 30 тысяч русских харбинцев — граждан СССР — воспользовались возможностью выехать со своим имуществом в СССР, где была большая потребность в рабочих руках ввиду массовой индустриализации. Они уезжали с воодушевлением, ведь большинство из них родились в России. Однако многие из них позже были арестованы по обвинениям в шпионаже и контрреволюционной деятельности, в частности, согласно Приказу НКВД № 00593, подписанному 20 сентября 1937 года.
Многие русские харбинцы сначала положительно отнеслись к японской оккупации, надеясь, что Япония поможет им в борьбе с советским влиянием и защитит от Китая, который пытался восстановить суверенитет над Харбином. Однако реально она обернулась потерей работы, ростом преступности и антисемитских выступлений. Тем не менее, многие, в том числе почти половина еврейской общины, уехали из Харбина в другие китайские города, как то Шанхай (см. Русский Шанхай), Пекин, Тяньцзинь и Циндао. Там евреи столкнулись с растущей преступностью.

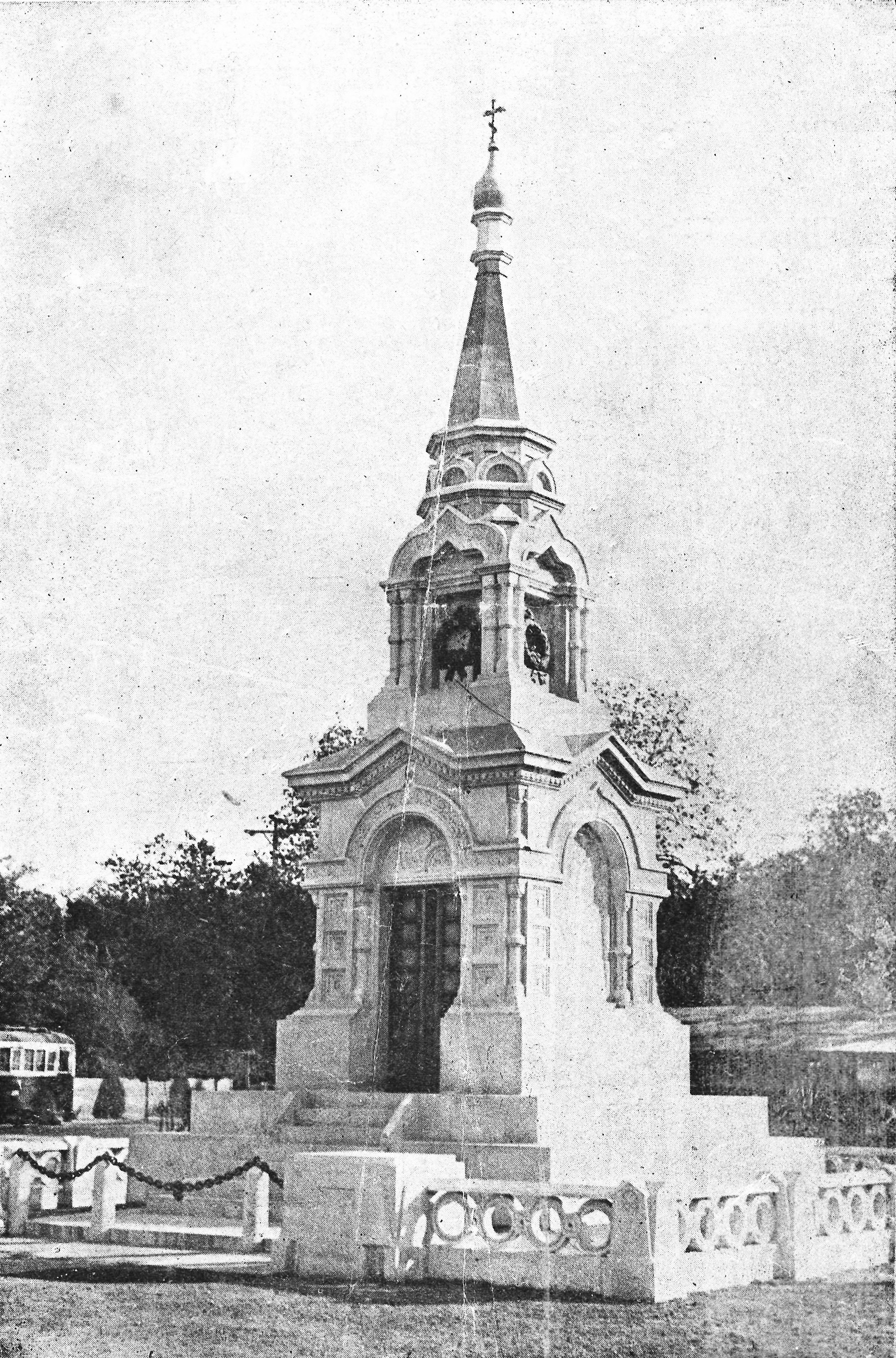
Памятник героям, павшим в борьбе с Коминтерном (Харбин), открыт в 1941 году, снесён в 1945 году

### После войны
В 1945 году, после того, как Советская Армия оккупировала Харбин, все, кто были идентифицированы как участники Белого движения, и все, кто сотрудничал с японскими властями, были отправлены в лагеря. Кроме того, в лагеря попали и совершеннолетние дети русских харбинцев, которые к тому времени формально были гражданами другой страны, то есть не СССР. Основания для отправки в лагерь порой были совершенно нелепы. Например, 24-летнему Борису Авенировичу Васильеву, всю жизнь прожившему в Харбине, было предъявлено обвинение «вредительство в колхозах».
После 1952 года СССР инициировал вторую волну репатриации харбинских русских. Эмигрантам давали возможность поселиться только в Казахстане, ехать в Москву или Ленинград запрещалось.
«В конце 60-х годов русский Харбин, можно сказать, перестал существовать».
Однако девятьсот человек так и не покинули Маньчжурию. Эти люди пережили голод, культурную революцию, и китайско-советский конфликт из-за острова Даманский. Жительница Харбина Мария Миронова в 2002 году в интервью «Известиям» призналась: «Я сама уже лет тридцать не говорила по-русски. И немудрено: раньше за сказанное на улице русское слово хунвэйбины могли забить человека насмерть. С тех пор многие и забыли русский — общаемся на китайском».
Тем не менее, русское культурное влияние в городе сохранялось и после отъезда русских: По словам офис-менеджера Юань Ли: «Харбин — это, пожалуй, единственный город в Китае, где зимой на улицах едят мороженое, а в каждом доме на полках обязательно стоят матрешки — по нашим поверьям, они приносят счастье. — Здесь вы не увидите зданий, построенных в традиционном китайском стиле — с загнутыми углами крыш, чтобы могли селиться ласточки. У нас все новые дома как бы пришли с начала XX века — мы словно по инерции строим их так, как когда-то строили русские».

### Современность
«Новые русские харбинцы» стали приезжать ещё при СССР. В основном это были преподаватели русского языка или технические специалисты, помогавшие китайцам осваивать поставляемую в Китай советскую технику. Обосновавшись в Харбине, они объединились в клуб для взаимной поддержки и регулярных встреч. Его основу составили активисты русского сообщества, прежде всего это преподаватели, иностранные специалисты, работники совместных китайско-российских компаний, а также небольшая группа старожилов — представителей первой волны русской эмиграции. В 1990-е годы русская община оставалась немногочисленной. Старых русских харбинцев к тому времени уже почти не осталось. В 2006 году умерла последняя представительница белой эмиграции в Харбине Ефросинья Андреевна Никифорова.
В 2000-е годы русская община в Харбине заметно выросла, сменился её состав: в основном это студенты, а также члены русско-китайских семей и те, кто приехал в Харбин для работы и бизнеса. В 2005 году был основан «Русский клуб в Харбине». На 2010 год численность русской диаспоры в Харбине составляла около двух тысяч человек. 

Ежегодно 28 мая отмечается «День Харбина» в память о прибытии в 1898 году в Харбин парохода «Благовещенск» с русскими специалистами на борту.
25—30 июня 2017 года в Харбине прошел первый Всемирный конгресс выходцев из Харбина, организованный Народным правительством провинции Хэйлунцзян и мэрией города Харбин. Главная тема конгресса — «Вспомним историю, вместе создадим будущее». На Конгресс приехали более 140 участников из Китая, России, Польши, Австралии, Израиля, Канады, Латвии.